# Institut de formation et de recherche sur les organisations sanitaires et sociales
 (mars 2015).
Si vous disposez d'ouvrages ou d'articles de référence ou si vous connaissez des sites web de qualité traitant du thème abordé ici, merci de compléter l'article en donnant les références utiles à sa vérifiabilité et en les liant à la section « Notes et références ».
L'Institut de formation et de recherche sur les organisations sanitaires et sociales
(Ifross) est un institut de recherche et de formation créé en 1994 par le professeur Jean-Pierre Claveranne. Il dépend de la faculté de droit de l'université Lyon 3 et rassemble une équipe pluridisciplinaire d'enseignants-chercheurs spécialisés dans l'étude des organisations sanitaires, sociales et médico-sociales et de leurs réseaux.